# Aguacatitla, San Luis Potosí
Aguacatitla är en ort i Mexiko.   Den ligger i kommunen Matlapa och delstaten San Luis Potosí, i den sydöstra delen av landet, 220 km norr om huvudstaden Mexico City. Aguacatitla ligger 113 meter över havet och antalet invånare är 488.
Terrängen runt Aguacatitla är varierad. Runt Aguacatitla är det ganska tätbefolkat, med 67 invånare per kvadratkilometer. Närmaste större samhälle är Tamazunchale, 9,5 km söder om Aguacatitla. I omgivningarna runt Aguacatitla växer huvudsakligen savannskog.